# Resolución 1403 del Consejo de Seguridad de las Naciones Unidas
La resolución 1403 del Consejo de Seguridad de las Naciones Unidas, adoptada por unanimidad el 4 de abril de 2002, tras recordar las resoluciones 1397 (2002) y 1402 (2002), el Consejo exigió la aplicación de la resolución 1402 por las partes israelí y palestina . 
El Consejo de Seguridad expresó su preocupación por el deterioro de la situación sobre el terreno y señaló que la Resolución 1402 aún no se había aplicado.  Exigió su inmediata implementación y acogió con beneplácito la visita del Secretario de Estado de los Estados Unidos, Colin Powell, a la región y los esfuerzos de los enviados de Rusia, los Estados Unidos, la Unión Europea y el Coordinador Especial de las Naciones Unidas para lograr una solución duradera al conflicto en el Medio Oriente. 
Se dio instrucciones al Secretario General Kofi Annan para que mantuviera informado al Consejo sobre la evolución de la situación.